# Дейв Брубек

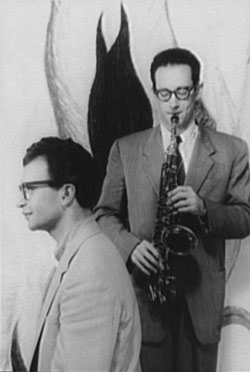
Дейв Брубек, 1964 рік, на задньому плані — Пол Десмонд.

Де́від Во́ррен «Дейв» Бру́бек (англ. Dave Brubeck, 6 грудня 1920 — 5 грудня 2012) — американський джазовий піаніст, композитор, керівник ансамблів.

## Музична біографія

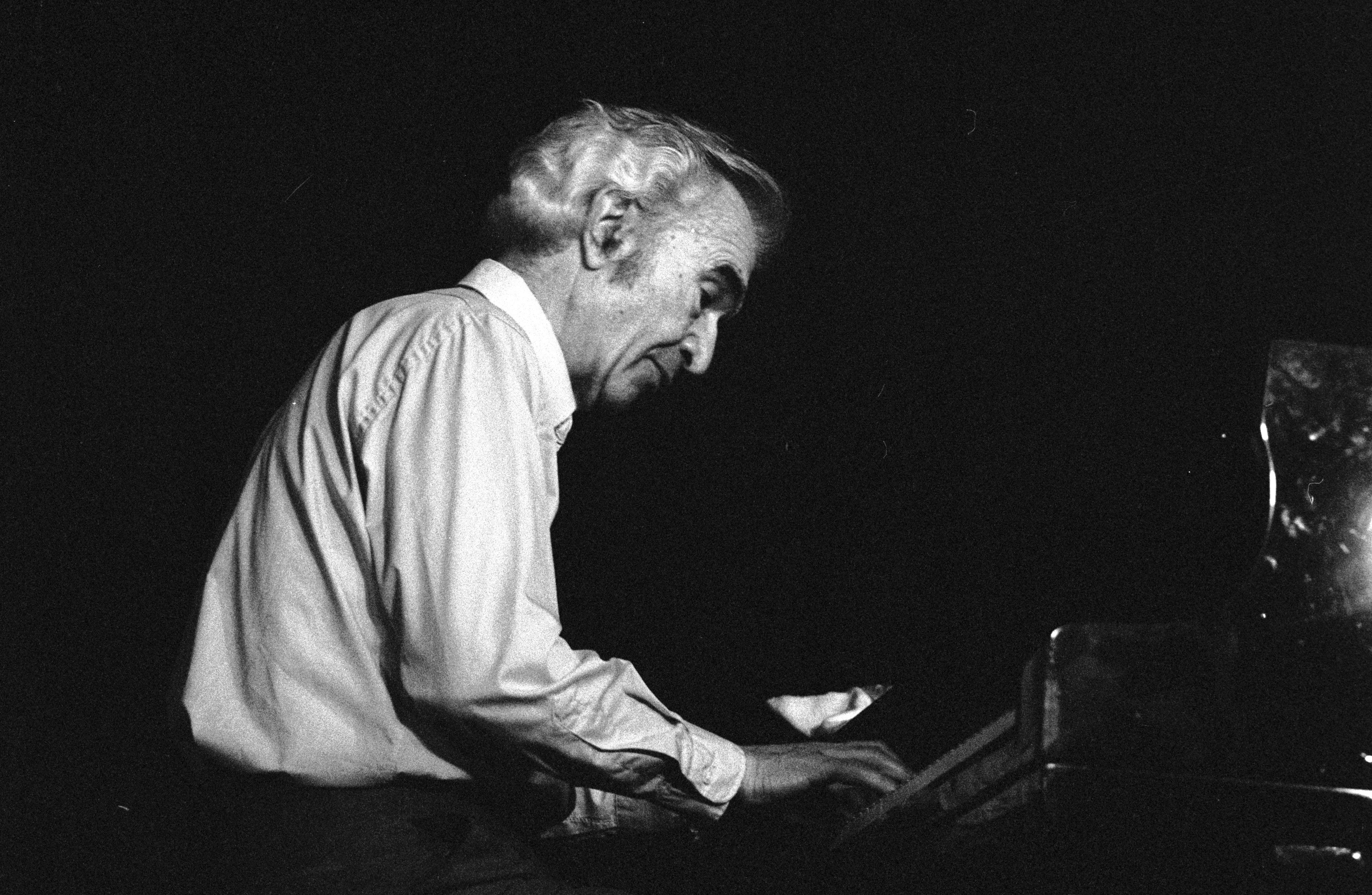
Дейв Брубек на концерті у Франції в 1990

Ріс в заможній сім'ї, в музичному оточенні (мати — піаністка, два брати — музиканти, викладачі музики). З чотирьох років навчався грі на фортепіано (перші уроки отримав від матері), з дев'яти — на віолончелі. У 13 років почав виступати в публічних концертах. До початку 40-х років епізодично грав в різних естрадних ансамблях (зокрема, як виконавець гиллбіллі), діксилендових і свінгових оркестрах. У 1938—42 вчився в Пасифик-коледжі в Стоктоні (керував студентським ансамблем з 12 чоловік), одночасно виступав в клубах, зокрема із співачкою і піаністкою Клео Браун. Потім поступив в оклендський Міллс-коледж, де займався композицією у Даріуса Мійо, відвідував лекції Арнольда Шенберга в Каліфорнійському університеті. У зв'язку з мобілізацією в армію був вимушений перервати навчання. У 1944 керував військовим оркестром в Європі, крім того працював аранжувальником і піаністом. Отримавши санкцію влади, достроково повернувся в США для продовження освіти, в 1946 відновив заняття — у Д. Мійо (композиція) і Фреда Саатмена (фортепіано).
У цей період вперше виявив серйозну цікавість до джазу. За ініціативою Мійо і при його сприянні організував експериментальний октет Jazz Workshop Ensemble (1948), членами якого були Дік Коллінз (тромбон), Біл Сміт (кларнет, баритон-саксофон), Пол Десмонд Paul Desmond (альт-саксофон, кларнет, фортепіано), Девід Ван-Крідт (тенор-саксофон), Рон Кротті (контрабас) і Кіл Тьядер (ударні, вібрафон, бонги). З ним записав перші платівки. Протягом короткого часу співробітничав з Майлзом Девісом. У 1949—50 грав у складі тріо, що утворилося з рітм-групи октету (з Рон Кротті та К. Тьядером — Гербом Барменом). У 1961 створив свій квартет (з П. Десмондом) і незабаром завоював з ним світову славу. В період існування цього ансамблю (до 1967) в ньому брали участь також: басист Рон Кротті, Фред Даттон (контрабас, фагот), Вайт «Булл» Рутер, Боб Бейтс і Джин Райт, на ударних — Г. Бармен, Ллойд Девіс, Джо Додж і Джо Морелло. Квартет виступав в Чикаго, з 1962 — в Нью-Йорку (спочатку переважно в коледжах і університетах, пізніше — в найпрестижніших джаз-клубах і концертних залах, неодноразово — в Карнеги-холі), з 1953 займав провідні місця в анкетах журналу Down Beat (у 1958—60 — 2-е місце після Modern Jazz Quartet). Багато гастролював в США і різних країнах світу (з 1958) — в Європі, на Близькому Сході, в Австралії (1960), Японії і інших. На рахунку ансамблю — численні виступи на фестивалях джазу в Ньюпорті, Варшаві, Берліні тощо. Після відходу Пола Десмонда, що вирішив працювати самостійно, його змінив Ґеррі Малліґан Gerry Mulligan (баритон-саксофон); Алан Доусон (ударні) зайняв місце Дж. Морелло. У новому складі квартет дебютував в Лондоні в 1968. У 1970-ті роки Брубек продовжував різнобічну діяльність як виконавець і особливо як композитор (створив цілу низку новаторських творів, зокрема кантати, ораторію, симфонічну поему), викладав в Каліфорнійському університеті.
Особлива віха в кар'єрі квартету Брубека — новаторський альбом «Time Out» 1959 року. Один з рідкісних на ті часи записів, заснованих на експериментах з ритмом і розміром, «Time Out» став першим диском в історії джазу, тираж якого перевищив мільйон копій. Його вище досягнення на музичному ринку — і особистий рекорд Брубека — друге місце в поп-рейтингу. Найсильніше враження на слухачів справляли ефектні композиції «Blue Rondo а la Turk» і «Take Five», що відкрили недосліджені джазові горизонти мільйонам молодих ентузіастів. Трек «Blue Rondo а la Turk» був нетривіальною спробою перекласти «Турецьке рондо» Моцарта на розмір 9/8. Ця ідея прийшла Брубеку під час гастролей по Туреччині. Річ у тому, що 9/8 — традиційний турецький пісенний розмір.
У 1972 організував «сімейне» комбо New Brubeck Quartet — з синами Крісом (тромбон, электро-бас-гітара), Даріусом (кларнет, електро-клавішні) і Денні (ударні). У 1987 відвідав СРСР з ансамблем, до складу якого увійшли окрім нього самого Біл Сміт (кларнет), К. Брубек (бас-гитара, тромбон) і Ренді Джонс (ударні).
Неповторна індивідуальність його музики, неможливість її копіювання дозволяють говорити про «стиль Брубека» як про явище, єдине у своєму роді. Брубек один з провідних представників мейнстриму (з діапазоном інтересів від вест-коуст-стилю до кул-джазу, необопа і «третьої течії»), що займає положення між двома крайніми стильовими полюсами — традиціоналізмом і авангардизмом, прагнучий до органічної єдності старого і нового, до прогресу як послідовного оновлення традицій, вдосконалення і універсалізації музичної мови джазу — за аналогією з академічною музичною класикою. Для Брубека характерна і природна тенденція до зближення з європейським музичним мисленням, до відмови від пріоритету негритянської ідіоматики, від обов'язковості прийнятих у практиці форм свінгування.
Стильовий спектр музики Брубека широкий. Він належить до лідерів вест-коуст-джазу (разом з Дж. Малліганом). Є творцем і керівником перших ансамблів кул-стилю в 1948-51 (одночасно с М. Лейвісом, Дж. Ширінгом, Л. Трістано), дещо випередив MJG в дослідах з саундом фортепіано + вібрафон. Заклав основи (разом з Л. Трістано) камерного джазового стилю (синтез елементів кол-джаза, хард-бопа і академічної камерної музики). Сприяв виникненню самостійного напряму в джазі, пов'язаного з розробкою барочної стилістики і необахіанством (барок-джаз, play Bach jazz), продовживши експерименти, початі в 30-ті роки (Еді Саут, Стефан Граппеллі, Джанго Рейнхардт, Бені Гудмен). Зробив важливий внесок у становлення сучасного симфоджаза і музики «третьої течії»; ще до Гюнтера Шуллера — в 1950 — закликав музикантів до активної роботи в руслі інтеграції джазу і сучасного академічного музичного мистецтва, до оволодіння професійної композиторською техникою.
Особлива область в творчості Брубека — його «жанрові» експерименти, спроби введення в модерн-джаз (як би «перекладу» джазовою мовою) нетипових для нього раніше жанрів (рондо, чекони, фуги, інвенциі, хоралу, маршу, вальсу, мазурки, регтайму, бугі-вугі та інших).

## Дискографія
- Brubeck Trio with Cal Tjader, Volume 1 (1949)
- Brubeck Trio with Cal Tjader, Volume 2 (1949)
- Brubeck/Desmond (1951)
- Stardust (1951)
- Dave Brubeck Quartet (1951)
- Jazz at the Blackhawk (1952)
- Dave Brubeck/Paul Desmond (1952)
- Jazz at Storyville (live) (1952)
- featuring Paul Desmond In Concert (live) (1953)
- Two Knights at the Black Hawk (1953)
- Jazz at Oberlin (1953) Fantasy Records
- Dave Brubeck & Paul Desmond at Wilshire Ebell (1953)
- Jazz at the College of the Pacific (1953) Fantasy Records
- Jazz Goes to College (1954) Columbia Records
- Dave Brubeck at Storyville 1954 (live) (1954)
- Brubeck Time (1955)
- Jazz: Red Hot And Cool (1955)
- Brubeck Plays Brubeck (1956)
- Dave Brubeck and Jay & Kai at Newport (1956)
- Jazz Impressions of the U.S.A. (1956)
- Plays and Plays and … (1957) Fantasy Records
- Reunion (1957) Fantasy Records
- Jazz Goes to Junior College (live) (1957)
- Dave Digs Disney (1957)
- In Europe (1958)
- Complete 1958 Berlin Concert (released 2008)
- Newport 1958
- Jazz Impressions of Eurasia (1958)
- Gone with the Wind (1959) Columbia Records
- Time Out (1959) Columbia Records/Legacy (RIAA: Platinum)
- Southern Scene (1960)
- The Riddle (1960)
- Brubeck and Rushing (1960)
- Brubeck a la Mode (1961) Fantasy Records
- Tonight Only (1961)
- Take Five Live (1961, released 1965)
- Near-Myth (1961) Fantasy Records
- Bernstein Plays Brubeck Plays Bernstein (1961)
- Time Further Out (1961) Columbia Records/Legacy
- Countdown—Time in Outer Space (1962) Columbia Records
- The Real Ambassadors (1962)
- Bossa Nova U.S.A. (1962)
- Brubeck in Amsterdam (1962, released 1969)
- At Carnegie Hall (1963)
- Brandenburg Gate: Revisited (1963) Columbia Records
- Time Changes (album) (1963)
- Dave Brubeck in Berlin (1964)
- Jazz Impressions of Japan (1964) Columbia Records/Legacy
- Jazz Impressions of New York (1964) Columbia Records/Legacy
- Angel Eyes (1965)
- My Favorite Things (1965)
- The 1965 Canadian Concert (released 2008)
- Time In (1966) Columbia Records
- Anything Goes (1966)
- Bravo! Brubeck! (1967)
- Buried Treasures (1967, released 1998)
- Jackpot (1967) Columbia Records
- The Last Time We Saw Paris (1968)
- Adventures in Time (Compilation, 1968) Columbia Records
- The Light in the Wilderness (1968)
- Compadres (1968)
- Blues Roots (1968)
- Brubeck/Mulligan/Cincinnati (1970)
- Live at the Berlin Philharmonie (1970)
- The Last Set at Newport (1971) Atlantic Records
- Truth is Fallen (1972)
- We're All Together Again For the First Time (1973)
- Two Generations of Brubeck (1973)
- Brother, the Great Spirit Made Us All (1974)
- All The Things We Are (1974)
- Brubeck & Desmond 1975: The Duets
- DBQ 25th Anniversary Reunion (1976) A&M Records
- The New Brubeck Quartet Live at Montreux (1978)
- A Cut Above (1978)
- La Fiesta de la Posada (1979)
- Back Home (1979) Concord Records
- Tritonis (1980)
- Paper Moon (1982)
- Concord on a Summer Night (1982)
- For Iola (1984)
- Marian McPartland's Piano Jazz with guest Dave Brubeck (1984, released 1993)
- Reflections (1985)
- Blue Rondo (1986)
- Moscow Night (1987)
- New Wine (1987, released 1990)
- The Great Concerts (Compilation, 1988)
- Quiet As The Moon (Charlie Brown soundtrack) (1991)
- Once When I Was Very Young (1991)
- Trio Brubeck (1993)
- Late Night Brubeck (1994)
- Just You, Just Me (solo) (1994)
- Nightshift (1995)
- Young Lions & Old Tigers (1995)
- To Hope! A Celebration (1996)
- A Dave Brubeck Christmas (1996)
- In Their Own Sweet Way (1997)
- So What's New? (1998)
- The 40th Anniversary Tour of the U.K. (1999)
- One Alone (2000)
- Double Live From the USA & UK (2001)
- The Crossing (2001)
- Vocal Encounters (Compilation, 2001) Sony Records
- Classical Brubeck (with the London Symphony Orchestra, 2003) Telarc
- Park Avenue South (2003)
- The Gates of Justice (2004)
- London Flat, London Sharp (2005) Telarc
- Indian Summer (2007) Telarc
- Live at the Monterey Jazz Festival 1958—2007 (2008)
- Yo-Yo Ma & Friends Brubeck tracks: Joy to the World, Concordia. (2008)Sony BMG